# Heine-Jahrbuch
Das Heine-Jahrbuch (HJb) ist ein literaturwissenschaftlich ausgerichtetes Periodikum, in dem hauptsächlich Beiträge zu Leben, Werk, Umfeld und Rezeption des Schriftstellers Heinrich Heine veröffentlicht werden.
Das HJb wurde erstmals für das Jahr 1962 vom Heine-Archiv der Landes- und Stadtbibliothek Düsseldorf unter der Schriftleitung von Eberhard Galley herausgegeben und von Hoffmann und Campe in Hamburg verlegt. Das Jahrbuch bestand zunächst lediglich aus einer Reihe von Aufsätzen und dem Nachweis der im Vorjahr erschienenen Heine-Literatur. Im Laufe der Zeit gab es einige Veränderungen am ursprünglichen Konzept. Mit dem Jahrgang 12 (1973) wechselte die Herausgeberschaft zum neu gegründeten Heinrich-Heine-Institut, dessen erster Leiter Galley wurde. Im Jahrgang 13 (1974) kam es erstmals zur Veröffentlichung von Buchbesprechungen, gleichzeitig wurden die bisher eigenständig verbreiteten Mitteilungen der Heinrich-Heine-Gesellschaft in das Jahrbuch integriert. Seit dem Jahrgang 16 (1977) wurde das HJb von Joseph A. Kruse herausgegeben, der Galley als Direktor des Heine-Instituts nachfolgte. Seit Juni 2009 ist Sabine Brenner-Wilczek die Leiterin des Heinrich-Heine-Instituts und seit Erscheinen des Jahrbuchs 2010 die neue Herausgeberin.
In der Redaktion tätig waren u. a. Bernd Kortländer (bis 1996), anschließend Marianne Tilch (bis 1997), danach Karin Füllner und Marianne Tilch (bis 2008) und Christian Liedtke (bis 2023); ab 2024 übernahm Martin Willems die Redaktion.
Im Laufe der ersten Jahre nahm der Umfang des Jahrbuchs zu und die inhaltliche Gliederung wurde mehrfach differenziert. Auf die Aufsätze folgen nun meist „kleinere Beiträge“, oft ergänzt durch „Berichte“ oder Reden (beispielsweise der Heine-Preisträger). Das Heine-Institut informiert bei Bedarf über neue Bestände oder Aktivitäten, der Nachweis der Heine-Literatur des Vorjahres wurde um eine „Heine-Chronik“ erweitert, an deren Stelle später unter dem Titel „Heine heute“ eine Zusammenstellung von Pressenotizen trat. Insgesamt ist eine stärkere Einbeziehung der Heine-Rezeption über die Grenzen der Fachwissenschaft hinaus zu verzeichnen. Die von Galley bereits zu Beginn gewünschte Mitarbeit der Heineforscher und Heinefreunde in aller Welt (HJb 1962, S. 4) resultierte in einer recht bald über den deutschen Sprachraum hinaus reichenden Autorenliste, allerdings ist der Anteil der in englischer oder französischer Sprache veröffentlichten Beiträge insgesamt eher marginal geblieben.
Für die ersten 25 Jahrgänge (1962–1986) gibt es seit 1987 einen von Heinfried Heitmann bearbeiteten Registerband (ISBN 3-455-09024-9), der die Beiträge zum HJb unter anderem nach Verfassern, rezensierten Autoren, Orten, Personen und Titeln von Heines Werken erschließt. Ein Verzeichnis der Verfasser und Titel der Aufsätze, Reden und Nachrufe der Jahrgänge 26 (1987) bis 61 (2022) bietet das Internet, siehe unten: Weblinks. Ausführliche Inhaltsverzeichnisse (ab 1999) stellen das Heinrich-Heine-Institut und der Verlag zur Verfügung (Weblinks).
Seit dem Jahrgang 34 (1995) erscheint das Heine-Jahrbuch im Verlag J.B. Metzler, der seit 2015 zu Springer Nature gehört.